# Fairbanks Ranch
Fairbanks Ranch és una concentració de població designada pel cens al Comtat de San Diego a l'estat de Califòrnia. Segons el cens del 2010 tenia 3.148 habitants.

## Demografia
Segons el cens del 2000, Fairbanks Ranch tenia 2.244 habitants, 734 habitatges, i 654 famílies. La densitat de població era de 167,3 habitants/km².
Dels 734 habitatges en un 43,9% hi vivien nens de menys de 18 anys, en un 85,3% hi vivien parelles casades, en un 2,2% dones solteres, i en un 10,8% no eren unitats familiars. En el 7,9% dels habitatges hi vivien persones soles el 2,6% de les quals corresponia a persones de 65 anys o més que vivien soles. El nombre mitjà de persones vivint en cada habitatge era de 3,06 i el nombre mitjà de persones que vivien en cada família era de 3,2.
Per edats la població es repartia de la següent manera: un 29,2% tenia menys de 18 anys, un 4,8% entre 18 i 24, un 18,9% entre 25 i 44, un 36% de 45 a 60 i un 11,1% 65 anys o més.
L'edat mediana era de 44 anys. Per cada 100 dones de 18 o més anys hi havia 99,7 homes.
Entorn del 3,4% de les famílies i el 3% de la població estaven per davall del llindar de pobresa.

## Poblacions properes
El següent diagrama mostra les poblacions més properes.